# ザ・フォックス
ザ・フォックス(The Fox)は、1981年に発表されたエルトン・ジョンのアルバム。

## 解説
今後幾度も製作を共にするクリス・トーマスの初プロデュース作品。だが2、6〜8、10曲目は前作のアウトテイク。
4曲目はフランス語の楽曲「Je Veux De La Tendresse」に英語歌詞を付けたカバー作品。フランスでは原語版が収録されて発売された。後にシングルB面に収録。
6〜8曲目はメドレーとなっている。現行盤では区切りがない（従来盤では「愛しのクローエ」の前で切れていた）。そのため曲数に違いのある版が存在する。
落ち着きある楽曲「エルトンズ・ソング」の歌詞を手がけたトム・ロビンソンはパンク・ロッカーである。後にセルフカバーしている。
当時はPVが流行し始めた時期で、エルトンは本作を丸ごと映像化する試みを行っている。ビデオ版は「Vision」のタイトルで発売され、後にLDでも発売されていた。

## 収録曲
1. 孤独のバリア - Breaking Down Barriers
2. ハート・インザ・ライト・プレイス - Heart In The Right Place
3. ジャスト・ライク・ベルギー - Just Like Belguim
4. 恋は、はかなく - Nobody Wins
5. ファシスト・フェイセズ - Fascist Faces
6. カーラのエチュード - Carla Etude：インストゥルメンタル
7. ファンファーレ - Fanfare：インストゥルメンタル
8. 愛しのクローエ - Chole
9. ヒールズ・オブ・ザ・ウィンド - Heels Of The Wind
10. エルトンズ・ソング - Elton's Song
11. ザ・フォックス - The Fox

- 作詞　3,5,9,11：バーニー・トーピン、1,2,4,8：ゲイリー・オズボーン、10：トム・ロビンソン
- 作曲　エルトン・ジョン、4：Jean-Paul Dreau、7：エルトン&ジェームズ・ニュートン・ハワード

## 参加ミュージシャン
- エルトン・ジョン - Vocal, Piano, Backing Vocal：1,2,4,5,9曲目
- ジェームズ・ニュートン・ハワード - Synthesizer：1〜4,6,7,9,10曲目, Vocoder：2曲目, Synthesizer Programming：4,10曲目, Orchestral Arrangement & Conductor：6,7曲目, Fender Rhodes：8曲目, Strings Arrangement & Conductor：8曲目, Organ：11曲目

- ナイジェル・オルソン - Drums：1,9,11曲目
- アルヴィン・テイラー - Drums：2,8曲目
- ディー・マレイ - Bass：1,3,5,9,11曲目, Backing Vocal：8曲目
- レジー・マクブライド - Bass：2,8曲目
- リッチー・ジット - Guitar：1,3,5,9,11曲目
- ステファニー・ピュイル - Tambourine：1,9曲目, Backing Vocal：1,9曲目
- ヴィクター・フェルドマン(Victor Feldman) - Percussion：6〜8曲目
- ジム・ホーン - Alto Saxphone：3曲目
- ロジャー・リン(Roger Linn) - Drum Synthesizer Programming：4曲目
- ミッキー・ラファエル(Mickey Raphael) - Harmonica：11曲目
- ロンドン交響楽団 - Orchestra：6,7曲目
- マーティ・ペイチ - Strings Arrangement：8曲目
- ビル・チャンプリン -  Backing Vocal：1,8,9曲目
- ヴェネット・グラウド(Venette Gloud)、タマラ・マトシアン(Tamara Matoesian) - Backing Vocal：1,9曲目
- コレット・バートランド(Colette Bertrand) - French Girl：3曲目
- レヴ・ジェイムズ・クリーブランド(Rev. James Cleveland) - Choir：5曲目, Spoken Voice：5曲目
- Corner Stone Baptist Church Choir - Choir：5曲目
- ゲイリー・オズボーン、マックス・グロネンサル(Max Gronenthal) - Backing Vocal：8曲目
- ジェイムズ・ギルストラップ(James Gilstrap)、ジョン・リーマン(John Lehman)、カール・カーウェル(Carl Carwell)、ロイ・ギャロウェイ(Roy Galloway)、オーレン・ウォーターズ(Oren Waters)、ロナルド・ベーカー(Ronald Baker)、チック・シセル(Chick Cissel)、クラレンス・フォード(Clarence Ford) - Besking Vocal：11曲目

## 製作
- クリス・トーマス - Producer：1,3,4,5,9,11曲目
- エルトン・ジョン&クライヴ・フランクス - Producer：2,6〜8,10曲目
- リチャード・セイレーン(Richard Seireen) - Art Direction
- エリック・ブラム(Eric Blum) - Phot
- テリー・オニール - Elton's Phot